# George Dempsey
George P. Dempsey (nacido el 19 de julio de 1929 en Filadelfia, Pensilvania) es un exjugador de baloncesto estadounidense que disputó cinco temporadas en la NBA. Con 1,88 metros de estatura, jugaba en la posición de base.

## Trayectoria deportiva

### Universidad
La trayectoria universitaria de Dempsey transcurrió en el King's College de Pensilvania.

### Profesional
Fue elegido en la sexagésimo octava posición del Draft de la NBA de 1951 por Philadelphia Warriors, donde jugó 4 temporadas y media. La primera fue la mejor de todas a nivel estadístico. Jugando como titular, promedió 7,3 puntos, 4,9 rebotes y 3,6 asistencias por partido.
Al año siguiente conseguiría su primer y único anillo de campeón de la NBA tras derrotar en las Finales a los Fort Wayne Pistons. Su aportación al equipo bajó, con la llegada de Tom Gola al mismo, promediando 4,7 puntos y 3,7 rebotes por partido.
Mediada la temporada 1958-59 fue descartado por los Warriors, firmando para el resto de competición con los Syracuse Nationals, donde terminó su carrera deportiva.

## Estadísticas de su carrera en la NBA

### Temporada regular
| Temporada | Edad | Equipo                | Liga | P   | TIT | MIN  | TC  | TCA | %TC  | 3P | 3PA | %3P | TL  | TLA | %TL  | R.OF. | R.DEF. | REB | ASIS | ROB | TAP | PER | FP  | PTS |
| 1954-55   | 25   | Philadelphia Warriors | NBA  | 48  |     | 28.9 | 2.6 | 7.5 | .353 |    |     |     | 2.0 | 2.9 | .695 |       |        | 4.9 | 3.6  |     |     |     | 2.9 | 7.3 |
| 1955-56   | 26   | Philadelphia Warriors | NBA  | 72  |     | 20.1 | 1.8 | 3.7 | .475 |    |     |     | 1.2 | 1.9 | .633 |       |        | 3.7 | 2.8  |     |     |     | 2.0 | 4.7 |
| 1956-57   | 27   | Philadelphia Warriors | NBA  | 71  |     | 16.2 | 1.9 | 4.3 | .444 |    |     |     | 0.8 | 1.4 | .539 |       |        | 3.5 | 1.9  |     |     |     | 1.5 | 4.5 |
| 1957-58   | 28   | Philadelphia Warriors | NBA  | 67  |     | 15.6 | 1.7 | 4.6 | .360 |    |     |     | 1.0 | 1.6 | .667 |       |        | 3.2 | 1.9  |     |     |     | 1.7 | 4.4 |
| 1958-59   | 29   | TOTAL                 | NBA  | 57  |     | 12.2 | 1.6 | 3.8 | .428 |    |     |     | 1.4 | 1.9 | .764 |       |        | 2.8 | 1.2  |     |     |     | 1.7 | 4.6 |
| 1958-59   | 29   | Philadelphia Warriors | NBA  | 23  |     | 12.3 | 1.6 | 3.3 | .480 |    |     |     | 1.0 | 1.4 | .697 |       |        | 2.6 | 1.4  |     |     |     | 1.3 | 4.1 |
| 1958-59   | 29   | Syracuse Nationals    | NBA  | 34  |     | 12.1 | 1.6 | 4.1 | .400 |    |     |     | 1.7 | 2.1 | .795 |       |        | 2.9 | 1.1  |     |     |     | 1.9 | 5.0 |
| Total     |      |                       | NBA  | 315 |     | 18.2 | 1.9 | 4.6 | .407 |    |     |     | 1.2 | 1.9 | .661 |       |        | 3.6 | 2.3  |     |     |     | 1.9 | 5.0 |

### Playoffs
| Temporada | Edad | Equipo                | Liga | P  | MIN | TCA | TC | 3PA | 3P | TLA | TL | R.OF. | REB | ASIS | ROB | TAP | PER | FP | PTS | %TC  | %3P | %FT  | MIN  | PTS  | REB | AST |
| 1955-56   | 26   | Philadelphia Warriors | NBA  | 10 | 134 | 12  | 30 |     |    | 14  | 20 |       | 25  | 13   |     |     |     | 11 | 38  | .400 |     | .700 | 13.4 | 3.8  | 2.5 | 1.3 |
| 1956-57   | 27   | Philadelphia Warriors | NBA  | 2  | 74  | 9   | 21 |     |    | 7   | 16 |       | 15  | 12   |     |     |     | 5  | 25  | .429 |     | .438 | 37.0 | 12.5 | 7.5 | 6.0 |
| 1957-58   | 28   | Philadelphia Warriors | NBA  | 8  | 101 | 14  | 28 |     |    | 5   | 9  |       | 18  | 6    |     |     |     | 11 | 33  | .500 |     | .556 | 12.6 | 4.1  | 2.3 | 0.8 |
| 1958-59   | 29   | Syracuse Nationals    | NBA  | 5  | 30  | 3   | 8  |     |    | 3   | 4  |       | 6   | 4    |     |     |     | 8  | 9   | .375 |     | .750 | 6.0  | 1.8  | 1.2 | 0.8 |
| Total     |      |                       | NBA  | 25 | 339 | 38  | 87 |     |    | 29  | 49 |       | 64  | 35   |     |     |     | 35 | 105 | .437 |     | .592 | 13.6 | 4.2  | 2.6 | 1.4 |